# Dmitrij Kowalow
Dmitrij Michajłowicz Kowalow (ros. Дмитрий Миха́йлович Ковалев; ur. 15 marca 1991 w Perm) – rosyjski siatkarz grający na pozycji rozgrywającego, reprezentant Rosji.

## Sukcesy klubowe
Puchar CEV:
- 2021

Mistrzostwo Rosji:
- 2021

## Sukcesy reprezentacyjne
Mistrzostwa Europy Juniorów:
- 2010

Mistrzostwa Świata Juniorów:
- 2011

Letnia Uniwersjada:
- 2013[3], 2015

Mistrzostwa Świata U-23:
- 2013

Igrzyska Europejskie:
- 2015

Liga Narodów:
- 2018, 2019

Memoriał Huberta Jerzego Wagnera:
- 2018

## Nagrody indywidualne
- 2010: Najlepszy rozgrywający Mistrzostw Świata Juniorów
- 2013: Najlepszy rozgrywający Mistrzostw Świata U-23